# Nordrhein-Westfalen
Nordrhein-Westfalen (eller Nordrhin-Vestfalen) er en tysk delstat, der er beliggende i den vestlige del af Tyskland. Delstaten har et indbyggertal på 18.034.454 (31.12.2024) (17.572.000 (31. december 2013), 17.932.651 (31. december 2018), 17.890.489 (2022)), hvilket gør den til den mest folkerige delstat ud af de 16 tyske delstater. Delstaten er den fjerdestørste delstat med et areal på 34.113 km2. Nordrhein-Westfalen har international grænse mod Belgien og Holland i vest og grænser internt til delstaterne Niedersachsen, Hessen og Rheinland-Pfalz.
Nordrhein-Westfalen blev etableret i 1946 på foranledning af den britiske militære administration efter 2. verdenskrig ud fra de prøjsiske provinser Westfalen og den nordlige del af Rhinprovinsen samt Fristaten Lippe. Den blev en delstat i Forbundsrepublikken Tyskland i 1949. Byen Bonn var frem til den tyske genforening i 1990 hovedstad og fortsatte som regeringssæde frem til 1999.
Delstaten har, når man ser bort fra de tre by-delstater Berlin, Hamborg og Bremen, den højeste befolkningstæthed 524 indbyggere per km2. Dens mest folkerige kommune er Köln, som har 1.087.863 indbyggere, mens hovedstaden er den næstmest folkerige kommune Düsseldorf med 617.280 indbyggere. I tillæg hertil er der yderligere ti kommuner med mere end 250.000 indbyggere.
Kulturelt og historisk er Nordrhein-Westfalen ikke en samlet region. Der er væsentlige forskelle, specielt i de traditionelle skikke, mellem Rhinlandet, den historiske Vestfalen-region og Fristaden Lippe. Delstaten har altid været et vigtigt økonomisk kraftcentrum i Tyskland.

## Historie

### Etablering af delstaten
Delstaten Nordrhein-Westfalen blev etableret af den britiske militæradministration den 23. august 1946 som en del af »Operation Marriage«. Det skete ved en sammenlægning af Westfalen og Rhinprovinsen (Nordrhinen), der begge var politisk-administrative enheder i Preussen, der var en del af Det Tyske Rige. Den 21. januar 1947 blev Fristaten Lippe indlemmet i Nordrhein-Westfalen. Delstatsforfatningen for Nordrhein-Westfalen blev ratificeret gennem en folkeafstemning i 1950.

### Rhinland
Uddybende artikel: Rheinland.
Den første skriftlige beretning om området blev skrevet af Julius Cæsar, der i forbindelse med en erobring, beskrev, at området vest for Rhinen var beboet af den belgiske stamme eburonerne og øst for ubierne øst for Rhinen. Ubierne overtog sammen med andre germanske stammer senere området vest for Rhinen, da området blev en del af den romerske provins Germania Inferior.

### Vestfalen
Uddybende artikel: Westfalen.
Omkring år 1 e.Kr. var der gentagen romersk indtrængen i Vestfalen, og måske blev der endda etableret nogle permanente romerske bosættelser. Varusslaget fandt sted nær Osnabrück, og nogle af de germanske stammer, der kæmpede i dette slag, kom fra Vestfalen. Karl den Store menes at have brugt betydelig tid i og omkring Paderborn. Hans saksiske krige fandt også delvist sted i det, der i dag betragtes som Vestfalen. Populære legender forbinder en af Karl den Stores hovedmodstandere, den saksiske høvding Wittekind, med steder i nærheden af byerne Detmold, Bielefeld, Lemgo, Osnabrück og andre steder i Vestfalen. Widukind er bergavet i Enger, der er beliggende i Vestfalen.
Sammen med Østfalen og Engern, var Vestfalen oprindeligt et distrikt i Hertugdømmet Sachsen. I 1180 blev Vestfalen ophøjet til rang af et hertugdømme af kejser Barbarossa. Hertugdømmet Vestfalen bestod kun af et lille område syd for Lippe-floden.
Dele af Vestfalen kom under kontrol af Brandenburg-Preussen i det 17. og 18. århundrede, men det meste af regionen forblev splittede hertugdømmer og andre feudale magtområder. Efter Freden i Vestfalen i 1648, der blev underskrevet i Münster og Osnabrück, sluttede trediveårskrigen. Begrebet nationalstatssuverænitet som følge af traktaten blev kendt som "vestfalsk suverænitet". 
Som et resultat af den protestantiske reformation er der ingen dominerende religion i Vestfalen. Romersk katolicisme og lutheranisme er på relativt lige fod. Lutheranism er stærk i de østlige og nordlige dele med adskillige frikirker. Münster og især Paderborn betragtes som katolske. Osnabrück er næsten lige opdelt mellem katolicisme og protestantisme.
Efter den preussiske hærs nederlag i Slaget ved Jena-Auerstedt, blev det ved Freden i Tilsit i 1807 aftalt at overføre de vestfalske områder til Kongeriget Vestfalen, der eksisterende fra 1807-1813. Den var blevet grundlagt af Napoleon og var en fransk vasalstat. Denne stat delte kun navnet med den historiske region; det indeholdt kun en relativt lille del af Vestfalen, der i stedet for det meste bestod af hessiske og østfaliske regioner.
Ved Wienerkongressen blev Kongeriget Preussen tildelt store området i det vestfalske region og oprettede derefter Provinsen Westfalen i 1815. Den nordligste del af det tidligere kongerige, herunder byen Osnabrück, blev en af staterne Kongeriget Hannover og Storhertugdømmet Oldenborg.

## Byer og kommuner
I Nordrhein-Westfalen er der 396 kommuner. Den mest folkerige kommune er Köln mens Düsseldorf er hovedstad.

## Administrativ opdeling
Nordrhein-Westfalen ledes af 10 delstatsministerier. Derunder er delstaten opdelt i 5 Regierungsbezirke :
- Arnsberg – Indbyggertal: 3.586.313  (31. December 2016)
- Detmold – Indbyggertal: 2.054.205 (31. December 2016)
- Düsseldorf – Indbyggertal: 5.190.790 (31. December 2016)
- Köln – Indbyggertal: 4.439.416 (31. December 2016)
- Münster – Indbyggertal: 2.619.376 (31. December 2016)

### Kreise og kreisfrie byer
Delstaten Nordrhein-Westfalen er opdelt i 31 Kreise og 23 kreisfrie (større og forvaltningsmæssigt autonome) kommuner. Nedenfor ses navne og bilregistreringsbogstaver.
| A: Kreise 1. Aachen (AC) 2. Borken (BOR) 3. Coesfeld (COE) 4. Düren (DN) 5. Ennepe-Ruhr-Kreis (EN) 6. Rhein-Erft-Kreis (BM) 7. Euskirchen (EU) 8. Gütersloh (GT) 9. Heinsberg (HS) 10. Herford (HF) 11. Hochsauerlandkreis (HSK) 12. Höxter (HX) 13. Kleve (KLE) 14. Lippe (LIP) 15. Märkischer Kreis (MK) 16. Mettmann (ME) 17. Minden-Lübbecke (MI) 18. Rhein-Kreis Neuss (NE) 19. Oberbergischer Kreis (GM) 20. Olpe (OE) 21. Paderborn (PB) 22. Recklinghausen (RE) 23. Rheinisch-Bergischer Kreis (GL) 24. Rhein-Sieg-Kreis (SU) 25. Siegen-Wittgenstein (SI) 26. Soest (SO) 27. Steinfurt (ST) 28. Unna (UN) 29. Viersen (VIE) 30. Warendorf (WAF) 31. Wesel (WES) Kreisfreie byer 1. Aachen (AC) 2. Bielefeld (BI) 3. Bochum (BO) 4. Bonn (BN) 5. Bottrop (BOT) 6. Dortmund (DO) 7. Duisburg (DU) 8. Düsseldorf (D) 9. Essen (E) 10. Gelsenkirchen (GE) 11. Hagen (HA) 12. Hamm (HAM) 13. Herne (HER) 14. Köln (K) 15. Krefeld (KR) 16. Leverkusen (LEV) 17. Mönchengladbach (MG) 18. Mülheim an der Ruhr (MH) 19. Münster (MS) 20. Oberhausen (OB) 21. Remscheid (RS) 22. Solingen (SG) 23. Wuppertal (W) |

### Mest folkerige kommuner
| Stadt               | Kreis                      | Indbyggere 31.12.2015 | Indbyggere 31.12.2000 |
| ------------------- | -------------------------- | --------------------- | --------------------- |
| Köln                | Köln (by)                  | 1.060.582             | 962.884               |
| Düsseldorf          | Düsseldorf (by)            | 612.178               | 569.364               |
| Dortmund            | Dortmund (by)              | 586.181               | 588.994               |
| Essen               | Essen (by)                 | 582.624               | 595.243               |
| Duisburg            | Duisburg (by)              | 491.231               | 514.915               |
| Bochum              | Bochum (by)                | 364.742               | 391.147               |
| Wuppertal           | Wuppertal (by)             | 350.046               | 366.434               |
| Bielefeld           | Bielefeld (by)             | 333.090               | 321.758               |
| Bonn                | Bonn (by)                  | 318.809               | 307.814               |
| Münster             | Münster (by)               | 310.039               | 265.609               |
| Gelsenkirchen       | Gelsenkirchen (by)         | 260.368               | 278.695               |
| Mönchengladbach     | Mönchengladbach (by)       | 259.996               | 263.014               |
| Aachen              | Aachen (by)                | 245.885               | 244.386               |
| Krefeld             | Krefeld (by)               | 225.144               | 239.916               |
| Oberhausen          | Oberhausen (by)            | 210.934               | 222.151               |
| Hagen               | Hagen (by)                 | 189.044               | 203.151               |
| Hamm                | Hamm (by)                  | 179.397               | 182.427               |
| Herne               | Herne (by)                 | 169.278               | 174.529               |
| Mülheim an der Ruhr | Mülheim (by)               | 163.487               | 172.862               |
| Solingen            | Solingen (Stadt)           | 158.726               | 164.973               |
| Leverkusen          | Leverkusen (Stadt)         | 155.851               | 161.047               |
| Neuss               | Rhein-Kreis Neuss          | 155.414               | 150.013               |
| Paderborn           | Paderborn                  | 148.126               | 139.084               |
| Recklinghausen      | Recklinghausen             | 114.330               | 124.785               |
| Bottrop             | Bottrop (by)               | 117.143               | 120.611               |
| Remscheid           | Remscheid (Stadt)          | 109.499               | 119.287               |
| Moers               | Wesel                      | 104.529               | 107.062               |
| Siegen              | Siegen-Wittgenstein        | 102.355               | 108.476               |
| Bergisch Gladbach   | Rheinisch-Bergischer Kreis | 111.366               | 105.693               |
| Gütersloh           | Detmold (by)               | 97.586                | 103.196               |

## Økonomi
Byggemarkedskæden OBI har hovedsæde i Wermelskirchen.